# Петрічика
Петрічика (рум. Petricica) — село у повіті Бакеу в Румунії. Входить до складу комуни Стругарі.
Село розташоване на відстані 236 км на північ від Бухареста, 12 км на південний захід від Бакеу, 94 км на південний захід від Ясс, 131 км на північний схід від Брашова.

## Населення
За даними перепису населення 2002 року у селі проживали 589 осіб, усі — румуни. Усі жителі села рідною мовою назвали румунську.